# Eurovision Song Contest 2022
Eurovision Song Contest 2022 là cuộc thi Ca khúc truyền hình châu Âu thứ 66. Cuộc thi diễn ra ở nhà thi đấu PalaOlimpico tại thành phố Torino, Ý, sau chiến thắng của quốc gia tại cuộc thi năm 2021 với ca khúc "Zitti e buoni", biểu diễn bởi ban nhạc Måneskin. Cuộc thi bao gồm hai vòng bán kết vào ngày 10 tháng 5 và 12 tháng 5; và đêm chung kết vào ngày 14 tháng 5 năm 2022.
Ukraina là đất nước quán quân của cuộc thi này với ca khúc "Stefania", biểu diễn bởi ban nhạc Kalush Orchestra. Anh Quốc giành vị trí á quân với ca khúc "Space Man" bởi Sam Ryder. Tây Ban Nha giành vị trí thứ 3 với ca khúc "SloMo" bởi Chanel.

## Các quốc gia tham dự

Các nước tham dự vòng bán kết 1
Các nước được đặc cách vào vòng chung kết, nhưng cũng được quyền bầu chọn tại vòng bán kết 1
Các nước tham dự vòng bán kết 2
Các nước được đặc cách vào vòng chung kết, nhưng cũng được quyền bầu chọn tại vòng bán kết 2

### Bán kết 1
Vòng bán kết đầu tiên diễn ra vào ngày 10 tháng 5 năm 2022 lúc 21:00 (CEST). 17 quốc gia tham dự vòng bán kết đầu tiên. Những quốc gia đó cộng với Pháp và Ý đã bình chọn trong vòng bán kết này. Nga ban đầu được phân bổ tham gia vào nửa sau của vòng bán kết đầu tiên, nhưng đã bị loại khỏi cuộc thi do xâm lược Ukraina. Các quốc gia được đánh dấu dưới đây được vào vòng chung kết.
| Thứ tự | Quốc gia   | Nghệ sĩ                         | Bài hát                   | Ngôn ngữ                                    | Vị trí | Số điểm |
| ------ | ---------- | ------------------------------- | ------------------------- | ------------------------------------------- | ------ | ------- |
| 01     | Albania    | Ronela Hajati                   | "Sekret"                  | Tiếng Albania, Tiếng Anh, Tiếng Tây Ban Nha | 12     | 58      |
| 02     | Latvia     | Citi Zēni                       | "Eat Your Salad"          | Tiếng Anh                                   | 14     | 55      |
| 03     | Litva      | Monika Liu                      | "Sentimentai"             | Tiếng Litva                                 | 7      | 159     |
| 04     | Thụy Sĩ    | Marius Bear                     | "Boys Do Cry"             | Tiếng Anh                                   | 9      | 118     |
| 05     | Slovenia   | LPS                             | "Disko"                   | Tiếng Slovene                               | 17     | 15      |
| 06     | Ukraina    | Kalush Orchestra                | "Stefania" (Стефанія)     | Tiếng Ukraina                               | 1      | 337     |
| 07     | Bulgaria   | Intelligent Music Project       | "Intention"               | Tiếng Anh                                   | 16     | 29      |
| 08     | Hà Lan     | S10                             | "De diepte"               | Tiếng Hà Lan                                | 2      | 221     |
| 09     | Moldova    | Zdob și Zdub & Advahov Brothers | "Trenulețul"              | Tiếng România, Tiếng Anh                    | 8      | 154     |
| 10     | Bồ Đào Nha | Maro                            | "Saudade, saudade"        | Tiếng Anh, Tiếng Bồ Đào Nha                 | 4      | 208     |
| 11     | Croatia    | Mia Dimšić                      | "Guilty Pleasure"         | Tiếng Anh, Tiếng Croatia                    | 11     | 75      |
| 12     | Đan Mạch   | Reddi                           | "The Show"                | Tiếng Anh                                   | 13     | 55      |
| 13     | Áo         | Lumix ft. Pia Maria             | "Halo"                    | Tiếng Anh                                   | 15     | 42      |
| 14     | Iceland    | Systur                          | "Með hækkandi sól"        | Tiếng Iceland                               | 10     | 103     |
| 15     | Hy Lạp     | Amanda Georgiadi Tenfjord       | "Die Together"            | Tiếng Anh                                   | 3      | 211     |
| 16     | Na Uy      | Subwoolfer                      | "Give That Wolf a Banana" | Tiếng Anh                                   | 6      | 177     |
| 17     | Armenia    | Rosa Linn                       | "Snap"                    | Tiếng Anh                                   | 5      | 187     |

### Bán kết 2
Vòng bán kết thứ hai diễn ra vào ngày 12 tháng 5 năm 2022 lúc 21:00 (CEST). 18 quốc gia tham dự vòng bán kết thứ hai. Những quốc gia đó cộng với Anh Quốc, Đức và Tây Ban Nha đã bình chọn trong vòng bán kết này. Các quốc gia được đánh dấu dưới đây được vào vòng chung kết.
| Thứ tự | Quốc gia      | Nghệ sĩ           | Bài hát           | Ngôn ngữ                     | Vị trí | Số điểm |
| ------ | ------------- | ----------------- | ----------------- | ---------------------------- | ------ | ------- |
| 01     | Phần Lan      | The Rasmus        | "Jezebel"         | Tiếng Anh                    | 7      | 162     |
| 02     | Israel        | Michael Ben David | "I.M"             | Tiếng Anh                    | 13     | 61      |
| 03     | Serbia        | Konstrakta        | "In corpore sano" | Tiếng Serbia, Tiếng Latinh   | 3      | 237     |
| 04     | Azerbaijan    | Nadir Rustamli    | "Fade to Black"   | Tiếng Anh                    | 10     | 96      |
| 05     | Gruzia        | Circus Mircus     | "Lock Me In"      | Tiếng Anh                    | 18     | 22      |
| 06     | Malta         | Emma Muscat       | "I Am What I Am"  | Tiếng Anh                    | 16     | 47      |
| 07     | San Marino    | Achille Lauro     | "Stripper"        | Tiếng Ý, Tiếng Anh           | 14     | 50      |
| 08     | Úc            | Sheldon Riley     | "Not the Same"    | Tiếng Anh                    | 2      | 243     |
| 09     | Síp           | Andromache        | "Ela" (Έλα)       | Tiếng Anh, Tiếng Hy Lạp      | 12     | 63      |
| 10     | Ireland       | Brooke            | "That's Rich"     | Tiếng Anh                    | 15     | 47      |
| 11     | Bắc Macedonia | Andrea            | "Circles"         | Tiếng Anh                    | 11     | 79      |
| 12     | Estonia       | Stefan            | "Hope"            | Tiếng Anh                    | 5      | 209     |
| 13     | România       | WRS               | "Llámame"         | Tiếng Anh, Tiếng Tây Ban Nha | 9      | 118     |
| 14     | Ba Lan        | Ochman            | "River"           | Tiếng Anh                    | 6      | 198     |
| 15     | Montenegro    | Vladana           | "Breathe"         | Tiếng Anh, Tiếng Ý           | 17     | 33      |
| 16     | Bỉ            | Jérémie Makiese   | "Miss You"        | Tiếng Anh                    | 8      | 151     |
| 17     | Thụy Điển     | Cornelia Jakobs   | "Hold Me Closer"  | Tiếng Anh                    | 1      | 396     |
| 18     | Séc           | We Are Domi       | "Lights Off"      | Tiếng Anh                    | 4      | 227     |

### Chung kết
Vòng chung kết diễn ra vào ngày 14 tháng 5 năm 2022 lúc 21:00 (CEST). 25 quốc gia tham dự vòng chung kết, với tất cả 40 quốc gia tham dự cuộc thi được quyền bầu chọn.
| Thứ tự | Quốc gia    | Nghệ sĩ                         | Bài hát                   | Ngôn ngữ                     | Vị trí | Số điểm |
| ------ | ----------- | ------------------------------- | ------------------------- | ---------------------------- | ------ | ------- |
| 01     | Séc         | We Are Domi                     | "Lights Off"              | Tiếng Anh                    | 22     | 38      |
| 02     | România     | WRS                             | "Llámame"                 | Tiếng Anh                    | 18     | 64      |
| 03     | Bồ Đào Nha  | Maro                            | "Saudade, saudade"        | Tiếng Anh, Tiếng Bồ Đào Nha  | 9      | 207     |
| 04     | Phần Lan    | The Rasmus                      | "Jezebel"                 | Tiếng Anh                    | 21     | 38      |
| 05     | Thụy Sĩ     | Marius Bear                     | "Boys Do Cry"             | Tiếng Anh                    | 17     | 78      |
| 06     | Pháp        | Alvan & Ahez                    | "Fulenn"                  | Tiếng Breton                 | 24     | 17      |
| 07     | Na Uy       | Subwoolfer                      | "Give That Wolf a Banana" | Tiếng Anh                    | 10     | 182     |
| 08     | Armenia     | Rosa Linn                       | "Snap"                    | Tiếng Anh                    | 20     | 61      |
| 09     | Ý           | Mahmood & Blanco                | "Brividi"                 | Tiếng Ý                      | 6      | 268     |
| 10     | Tây Ban Nha | Chanel                          | "SloMo"                   | Tiếng Tây Ban Nha, Tiếng Anh | 3      | 459     |
| 11     | Hà Lan      | S10                             | "De diepte"               | Tiếng Hà Lan                 | 11     | 171     |
| 12     | Ukraina     | Kalush Orchestra                | "Stefania" (Стефанія)     | Tiếng Ukraina                | 1      | 631     |
| 13     | Đức         | Malik Harris                    | "Rockstars"               | Tiếng Anh                    | 25     | 6       |
| 14     | Litva       | Monika Liu                      | "Sentimentai"             | Tiếng Litva                  | 14     | 128     |
| 15     | Azerbaijan  | Nadir Rustamli                  | "Fade to Black"           | Tiếng Anh                    | 16     | 106     |
| 16     | Bỉ          | Jérémie Makiese                 | "Miss You"                | Tiếng Anh                    | 19     | 64      |
| 17     | Hy Lạp      | Amanda Georgiadi Tenfjord       | "Die Together"            | Tiếng Anh                    | 8      | 215     |
| 18     | Iceland     | Systur                          | "Með hækkandi sól"        | Tiếng Iceland                | 23     | 20      |
| 19     | Moldova     | Zdob și Zdub & Advahov Brothers | "Trenulețul"              | Tiếng România, Tiếng Anh     | 7      | 253     |
| 20     | Thụy Điển   | Cornelia Jakobs                 | "Hold Me Closer"          | Tiếng Anh                    | 4      | 438     |
| 21     | Úc          | Sheldon Riley                   | "Not the Same"            | Tiếng Anh                    | 15     | 125     |
| 22     | Anh Quốc    | Sam Ryder                       | "Space Man"               | Tiếng Anh                    | 2      | 466     |
| 23     | Ba Lan      | Ochman                          | "River"                   | Tiếng Anh                    | 12     | 151     |
| 24     | Serbia      | Konstrakta                      | "In corpore sano"         | Tiếng Serbia, Tiếng Latinh   | 5      | 312     |
| 25     | Estonia     | Stefan                          | "Hope"                    | Tiếng Anh                    | 13     | 141     |